# 병장
병장(兵長, sergeant, Sgt.)은 군대 계급 중 하나이다. 병사로 구분되며, 상등병의 위, 하사의 아래에 위치한다. 병사에서 가장 높은 계급이다.
박정희 대통령은 현역병으로 병역의무를 이행하는 이들은 상병으로 제대하도록 했으며 병장은 베트남 전쟁 파병자나 분대장을 하는 특수한 인원에 한해서만 진급시켰다. 박정희 정부 당시에는 병도 1년에 1계급씩 진급하는 형태로 1년차=이등병, 2년차=일등병, 3년차(마지막 년차)=상등병인 진급체계에 분대장을 하는 인원은 3년차에 병장, 베트남 전쟁 파병자는 처음부터 병장 계급이 각각 부여되었다.
하지만 전두환이 대통령으로 취임하자 전두환 정부는 병역 의무에 대대적인 손질을 가했으며 1년에 1계급씩 진급하는 것을 8개월에 1계급씩 진급하는 것으로 변경하였으며 병역 의무 기간도 3년에서 2년 6개월로 줄여서 이등병 8개월 → 일병 8개월 → 상등병 8개월 → 병장 6개월로 조정해서 누구나 병장으로 제대하도록 변경했다.

## 계급
|         | 계급        | 계급장 | 계급장 | 계급장 | 계급장 |
| ------- | ----------- | ------ | ------ | ------ | ------ |
| 병 (兵) |             | 육군   | 해군   | 해병대 | 공군   |
| 병 (兵) | 병장 (兵長) |        |        |        |        |

## 같이 보기
- 군사 계급